# 몬테 체네리 도로 터널
몬테 체네리 도로 터널(Monte Ceneri Road Tunnel)은 스위스 티치노주의 고속도로 터널이다. 터널은 벨린초나 주변 주의 북쪽과 루가노 주변 주의 남쪽을 구분하는 몬테 체네리 고개 아래에 있다. 그것은 이탈리아와 스위스 북부를 연결하는 A2 고속도로의 일부를 형성한다. 1984년에 완공되었으며 길이는 1,412m이다.
도로 터널은 1,692m 길이의 몬테 체네리 철도 터널과 평행을 이루고 있으며, 같은 고개 아래에서 스위스 연방 철도 고트하르트선이 지나간다.